# جان دینکلو
جان دینکلو (به انگلیسی: John dinkeloo) متولد ۱۹۱۸، معمار قرن بیستم آمریکایی بود.
دینکلو نخست در دفتر ایرو سارینن مشغول به کار شد. او در ۱۹۸۱ فوت کرد و آثار متعددی از خود بر جای گذاشت که بیشتر این آثار با شراکت کوین روشه طراحی شدند.